# Richard Schönborn

Richard Schönborn

Richard Schönborn (* 13. Februar 1878 in Berlin; † 3. März 1957 in West-Berlin) war ein deutscher Politiker (Zentrum, CDU).

## Leben und Wirken
Nach dem Besuch der Volksschule absolvierte Schönborn eine Kaufmannslehre. Später besuchte er noch die Handelsschule und hörte Vorlesungen an der Universität. 1898 beteiligte er sich an der Gründung der Berliner Windthorstbunde, deren Gauvorsitz er im Jahr 1905 und deren Schriftführerschaft er 1906 übernahm. 1911 wurde er Vorsitzender der Organisation der katholischen Zentrumspartei in Brandenburg (einschließlich Berlin).
Von Oktober 1915 bis Dezember 1918 nahm Schönborn am Ersten Weltkrieg teil.
Nach Kriegsende lebte Schönborn als kaufmännischer Angestellter in Berlin-Neukölln. Zu seinen engen Freunden in der dortigen Ortsgruppe der Zentrumspartei, in der er sich nun erneut zu betätigen begann, zählte Johannes Fest, der Vater des Publizisten Joachim Fest. Anfang 1924 übernahm Schönborn sein erstes politisches Amt, als er in die Bezirksverordnetenversammlung von Berlin-Neukölln einzog. Im August 1925 zog er im Nachrückverfahren für den verstorbenen Abgeordneten Paul Beusch als Vertreter des Wahlkreises 2 (Berlin) in den im Dezember 1924 gewählten dritten Reichstag der Weimarer Republik ein. Nachdem sein Mandat bei der Wahl vom Mai 1928 bestätigt wurde, gehörte er dem deutschen Parlament knapp fünf Jahre lang, bis zur Reichstagswahl vom September 1930 an.
Schönborn war des Weiteren Mitglied des Reichsausschusses der Zentrumspartei sowie des Verbandes katholisch-kaufmännischer Vereinigungen Deutschlands.

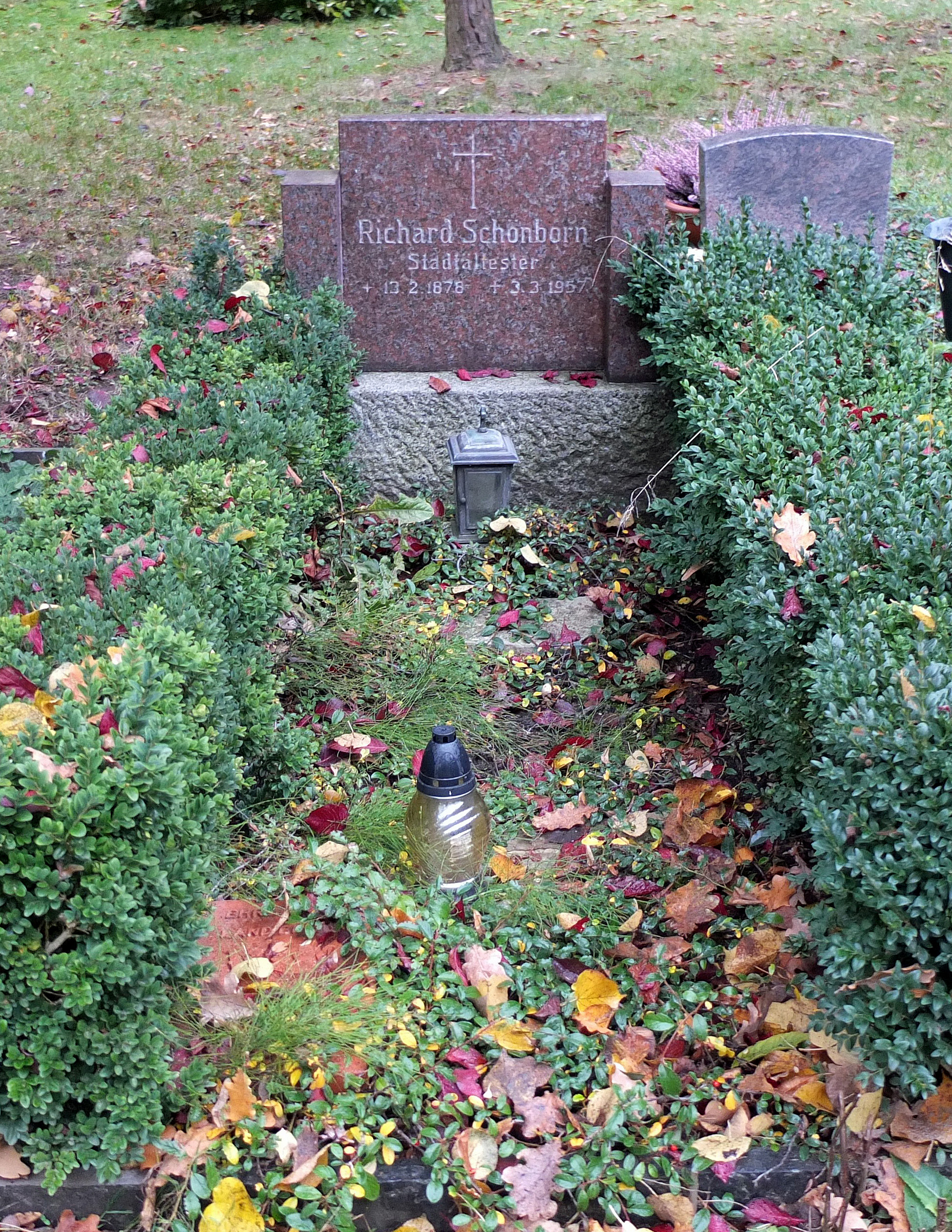
Ehrengrab von Richard Schönborn

Nach dem Zweiten Weltkrieg wurde Schönborn Mitglied der CDU. Anlässlich seines 75. Geburtstages wurde ihm dort 1953 die Würde eines Stadtältesten verliehen. Nach seinem Tod wurde er 1959 auf dem alten St. Michael-Friedhof beigesetzt. Das Grab ist als Ehrengrab der Stadt Berlin gewidmet.